# Liste der Staatstänze der Bundesstaaten der Vereinigten Staaten
Dies ist eine Liste der offiziellen Staatstänze der Bundesstaaten der Vereinigten Staaten. Diese Tänze gelten als bundesstaatliche Wahrzeichen in den jeweiligen Bundesstaaten der Vereinigten Staaten:
| Bundesstaat    | Staatstanz       |
| -------------- | ---------------- |
| Alabama        | Square Dance     |
| Arkansas       | Square Dance     |
| Colorado       | Square Dance     |
| Connecticut    | Square Dance     |
| Georgia        | Square Dance     |
| Hawaii         | Hula             |
| Idaho          | Square Dance     |
| Illinois       | Square Dance     |
| Kalifornien    | West Coast Swing |
| Kentucky       | Clogging         |
| Maryland       | Square Dance     |
| Massachusetts  | Square Dance     |
| Mississippi    | Square Dance     |
| Missouri       | Square Dance     |
| Nebraska       | Square Dance     |
| New Jersey     | Square Dance     |
| North Carolina | Clogging         |
| North Dakota   | Square Dance     |
| Oklahoma       | Square Dance     |
| Oregon         | Square Dance     |
| Pennsylvania   | Polka            |
| South Carolina | The Shag         |
| Tennessee      | Square Dance     |
| Texas          | Texas Two Step   |
| Utah           | Square Dance     |
| Virginia       | Virginia Reel    |
| Washington     | Square Dance     |
| Wisconsin      | Polka            |